# غروغو
غروغو ويعرف باسم بيبي يودا هو شخصية خيالية ظهر لأول مرة في مسلسل الماندلوري، الشخصية من ابتكار جون فافرو وديف فيلوني. تلقت الشخصية استقبال إيجابي من المعجبين والنقاد.